# Sarah Vos
Sarah Vos (1968) is een Nederlandse regisseur en schrijver van documentaires. Ze volgde een opleiding aan de Nederlandse Filmacademie en werkt voor de VPRO. Met Curaçao won zij de Prijs van de Nederlandse Filmkritiek.
Vos werkt dikwijls samen met regisseur Sander Snoep.

## Films (regie)
- David Eugene Edwards: The Preacher (2000)
- Curaçao (2010)[2]
- Hier Ben Ik (2017)
- De zaak Tuitjenhorn (2019)
- Koning op de Dam (2022)[3]
- White Balls on Walls (2022)[4]